# Guerra di Castro
La guerra di Castro fu un conflitto del Seicento fra lo Stato Pontificio e la famiglia Farnese, causato dalle mire di papa Urbano VIII sul ducato di Castro e suddiviso in due fasi.

## La prima guerra di Castro (1641-1644)

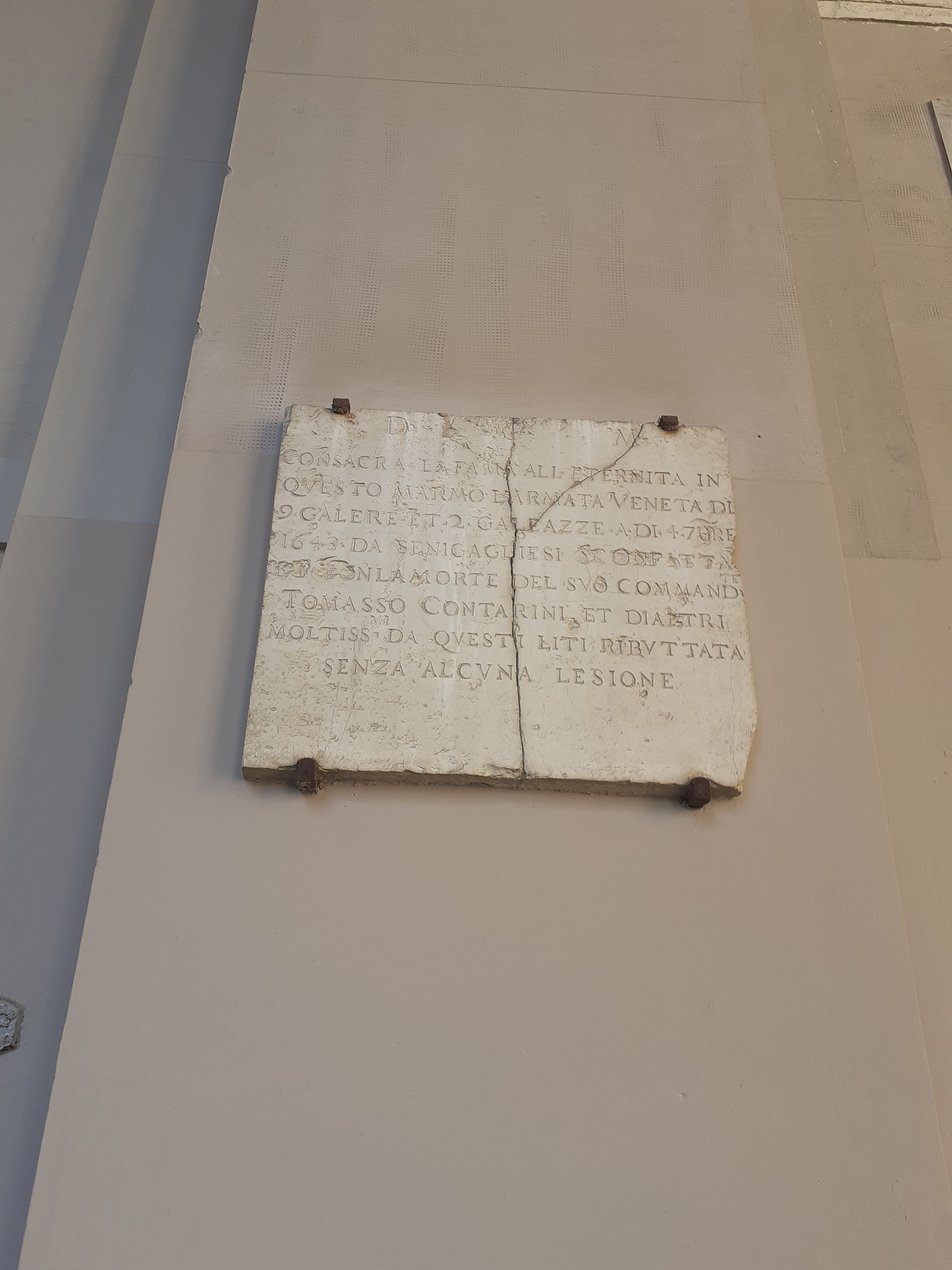
Lapide che ricorda la sconfitta della flotta veneta di Tommaso Contarini avvenuta a Senigallia il 4 settembre 1643

Le cause remote della "Prima guerra di Castro" possono essere ritrovate nella politica espansionistica della famiglia Barberini, che trovò sul suo cammino Odoardo Farnese. Prendendo come pretesto la posizione del Ducato di Castro, creato su parte dei territori del Patrimonio di San Pietro in Tuscia, Urbano VIII Barberini, in combutta con i due nipoti, il cardinale Francesco Barberini e il cardinale Antonio, maturò il deciso proposito di spogliare i Farnese dei privilegi e possedimenti che la famiglia godeva già da alcuni secoli.
Dopo aver cercato di farsi vendere il ducato, i due fratelli cercarono altri mezzi per mettere in difficoltà il duca Odoardo Farnese, approfittando della sua crisi finanziaria. I Barberini presero come pretesto il possibile fallimento dei Monti Farnesiani e per garantire i creditori del duca giunsero fino all'occupazione del ducato ed al successivo sequestro dei beni dei Farnese nello Stato pontificio.
L'occupazione del Ducato di Castro da parte delle truppe pontificie incominciò il 27 settembre 1641. Per reazione le truppe dei Farnese entrarono nello Stato della Chiesa arrivando ad occupare la città di Acquapendente e facendo temere al pontefice un nuovo sacco di Roma. La prima parte della guerra si concluse con le trattative di pace di Castel Giorgio, che portarono al ritiro delle forze farnesiane. Tuttavia, i negoziati fallirono il 26 ottobre 1642 ed Odoardo vide vanificata la sua avanzata nei territori pontifici a tutto vantaggio dei Barberini che poterono riorganizzare le proprie difese.
Dopo vari tentativi del Farnese di riconquistare Castro tramite spedizioni militari via terra e via mare, si arrivò alla seconda fase del conflitto: si formò una lega tra il granduca di Toscana, la Repubblica di Venezia e il duca di Modena, che, preoccupati per le mire espansionistiche dei Barberini, spingevano per la restituzione del ducato al legittimo proprietario. Gli alleati, che fino ad allora avevano solo appoggiato moralmente Odoardo, entrarono in guerra agli inizi del 1643. La flotta veneziana (9 galere e 2 galeazze) venne avvistata al largo di Senigallia mentre si apprestava ad effettuare un'incursione contro il territorio pontificio, per poi venire sconfitta il 4 settembre 1643 dal cannoneggiamento dei soldati senigalliesi, il comandante Tommaso Contarini perse la vita.
La prima guerra di Castro terminò con il trattato di Roma del 31 marzo 1644, che, grazie all'aiuto diplomatico francese, restituiva il ducato al Farnese e lo riconciliava con la Santa Sede. L'accordo venne suggellato l'anno successivo con la nomina del fratello di Odoardo, Francesco a cardinale.

## La seconda guerra di Castro (1646-1649)
Alla morte di Odoardo (1646), gli succedette il figlio sedicenne Ranuccio II, che, oltre ai debiti pregressi, ereditò anche quelli della guerra appena terminata. Mentre erano in corso le trattative tra il ducato e il papato per la nomina del nuovo vescovo, papa Urbano VIII morì. Gli succedette Giovan Battista Pamphilij, col nome di Innocenzo X (1644-1655). La famiglia del pontefice era quella che vantava più crediti nei confronti dei Farnese.
Il 17 aprile 1648 il papa, senza consultare Ranuccio, nominò vescovo di Castro monsignor Cristoforo Giarda. Ranuccio gli vietò l'ingresso in città fino ad un avvenuto "accomodamento" con Roma. Passò quasi un anno e nemmeno la corrispondenza epistolare riuscì a sbloccare la situazione. Per questo motivo il pontefice ordinò al vescovo di prendere, comunque, possesso della sua diocesi. Il 18 marzo del 1649, diretto da Roma a Castro, vicino Monterosi, fu vittima di un agguato, portato a termine da Ranuccio Zambini di Gradoli e Domenico Cocchi di Valentano. Innocenzo X attribuì immediatamente la responsabilità dell'agguato a Ranuccio, ordinò quindi al governatore di Viterbo, Giulio Spinola, di istruire un processo per stabilire la responsabilità dell'atto: da qui la decisione di attaccare il ducato.
Malgrado gli sforzi di Ranuccio II, Castro capitolò il 2 settembre 1649, e otto mesi dopo il papa ne ordinò la totale demolizione: furono rasi al suolo tutti gli edifici, compresi la chiesa principale, la zecca, le abitazioni gentilizie. Il duca Ranuccio, impossibilitato a ripianare i debiti notevoli dovette accettare la perdita del ducato.